# Мичико
Царица Мичико од Јапана (јап. 皇后美智子; Токио, 20. август 1934) је жена бившег јапанског цара Акихита. Као принцеза, постала је најпрепознатљивија и најпропутованија јапанска царица. Њена пуна титула гласи: Њено царско величанство царица Јапана.
Са царем Акихитом има троје деце: 
- Нарухито, престолонаследник Јапана
- Фумихито, принц Аја
- Сајако, принцеза Нори